# Bulbophyllum maximum
Bulbophyllum maximum là một loài phong lan thuộc chi Bulbophyllum.

## Hình ảnh

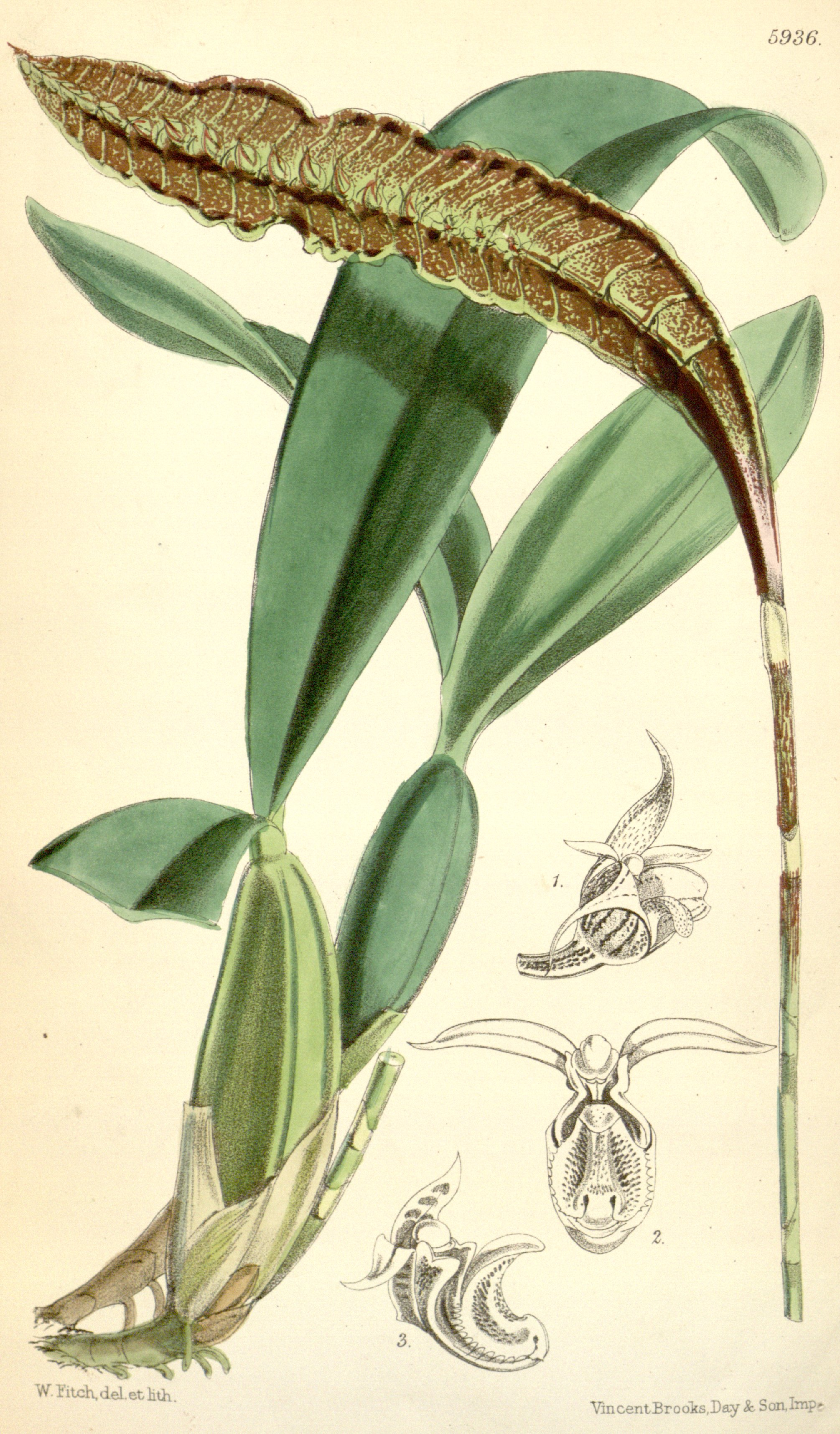
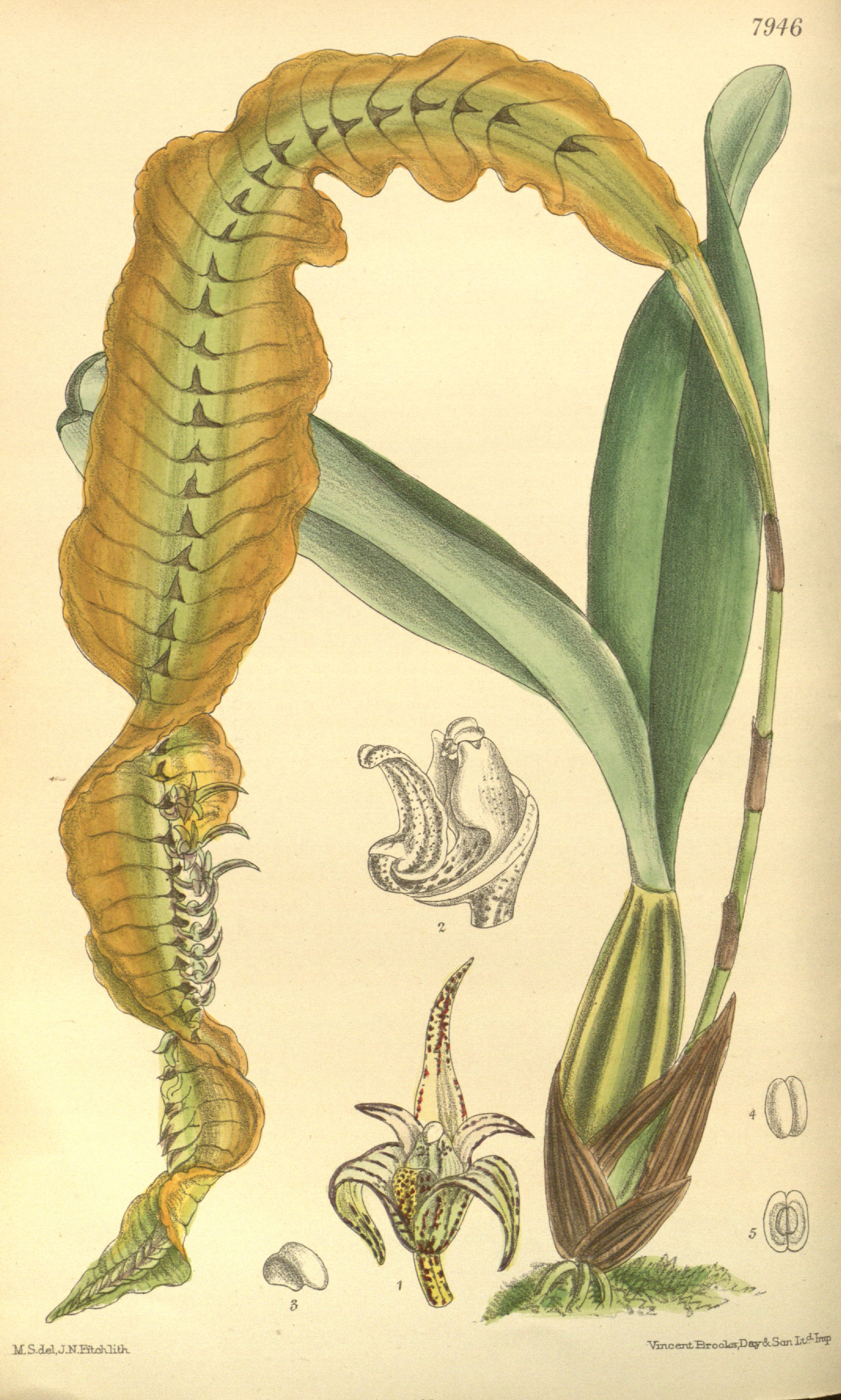